# Операција Ентебе
Операција Ентебе је седмодневна акција ослобађања отетог авиона, у којој је 200 израелских командоса ослободило 256 талаца (244 путника и 12 чланова посаде) са аеродрома Ентебе. Лет Ер Франса који је 27. јуна 1976. летео на релацији Тел Авив-Париз отео је Национални фронт за ослобођење Палестине (ПФЛП). Авион је слетео у Ентебе, јер је председник Уганде Иди Амин био повезан с ПФЛП-ом. Израелски војници су са 4 Херкулеса слетели на аеродром 4. јула 1976 и  послуживши се лукавством извршили напад на аеродромску зграду, убили све отмичаре и два таоца. Сломљен је отпор угандских војника. Командоси су заузели авион, а заповедник акције, израелски пуковник Јонатан Нетањаху убијен је хицем у груди. Операцију је извела специјална јединица израелске војске Сајерет Маткал. 